# Hydroptila fortunata
Hydroptila fortunata är en nattsländeart som beskrevs av Morton 1893. Hydroptila fortunata ingår i släktet Hydroptila och familjen smånattsländor. Inga underarter finns listade i Catalogue of Life.